# U-Bahn Hamburg
Hamborgs undergrundsbane (Hamburger U-bahn) er en undergrundsbane i Hamborg i Tyskland. Pr. december 2011 består systemet af 4 linjer med 99 stationer fordelt på 104,7 km med spor, Tysklands næstlængste efter Berlins undergrundsbane. Den bliver drevet af det lokale Hamburger Hochbahn AG. Netværket er integreret med tarifforbundet HVV (Hamburger Verkehrs-Verbund), og tilknyttet Hamburgs S-Bahnsystem.

## Linjenet
| Linje | Endestationer                                     | Åbnet | Længde  | Stationer |
| ----- | ------------------------------------------------- | ----- | ------- | --------- |
|       | Norderstedt Mitte – Ohlstedt/Großhansdorf         | 1914  | 55,8 km | 46        |
|       | Niendorf Nord – Mümmelmannsberg                   | 1913  | 24,3 km | 25        |
|       | Barmbek – Sirkel – Barmbek – Wandsbek-Gartenstadt | 1912  | 20,6 km | 25        |
|       | Billstedt – HafenCity Universität                 | 2012  |         | 11        |

## Eksterne kilder og henvisninger
1. ↑  Ifølge Hamburger Hochbahns forretningsrapport 2011

- Wikimedia Commons har flere filer relateret til U-Bahn Hamburg

- Officielt websted (Webside ikke længere tilgængelig)
- 100 års historie

53°34′00″N 10°02′00″Ø / 53.5667°N 10.0333°Ø